# Alfred Laroze
Jean-Baptiste Louis Alfred Laroze, né à Bordeaux le 5 avril 1834, mort à Bordeaux le 20 mai 1913, bâtonnier à Bordeaux et homme politique français.

## Biographie
Licencié en Droit de la faculté de Paris.  Avocat à Bordeaux en 1857. Mobilisé en 1870 avec le grade de Sous-lieutenant il n’eut pas le temps de prendre part au combat mais le changement de régime lui ouvre des perspectives nouvelles. Il se lance en politique et devient conseiller municipal de Bordeaux en 1874. Bâtonnier de l’Ordre des avocats en 1877, il devient Président de la Société Philomathique en 1878 et 1879. Ayant hérité de ses parents les propriétés d’Aillas, de Pihon et la moitié indivise de la maison de Larrière, il rachètera l’autre moitié de la maison et la propriété de Jean-de-Lès pour 20 000 francs en 1886.

C’est à Bazas aux sources terriennes de la renommée familiale, qu’il présente sa candidature aux élections législatives de 1881. Il l’emporte au second tour contre le Marquis Amédée de Lur-Saluces, l’un des Chefs Légitimistes du Parti royaliste avec 53 % des voix. À la Chambre, il s’inscrit dans le groupe de l’Union Républicaine, appuie les gouvernements Gambetta et Ferry, et se voit appelé à la fonction de Sous-secrétaire d'État à l'Intérieur et aux Cultes, du 17 mai 1884 au 5 avril 1885,  auprès de  Waldeck-Rousseau dans le deuxième Gouvernement Jules Ferry (Troisième République). Réélu député en 1885 sur la liste d’union républicaine dans le département de la Gironde. Il appartient à l’Union des Gauches et soutient la politique des opportunistes. Le 16 octobre 1888, il rapporte le projet de Loi sur la réforme de la législation des faillites. Cependant  confronté localement à la vague boulangiste qui donne une force nouvelle à son vieil adversaire, s’en tenant à un programme fort vague, sur les aspects sociaux et économiques, handicapé par les divisions des Républicains, il est vaincu par Amédée de Lur-Saluces, de justesse au second tour. Il abandonne alors la politique.
Membre du Conseil Supérieur du Commerce et de l’Industrie, il entre dans la magistrature et connait une belle ascension : il devient Conseiller de la Chambre à la Cour d’appel de Paris en 1894 puis Président de Chambre en 1900. Décoré de la Légion d’honneur, le 29 juillet 1901, par Décret du Ministère de la Justice et par le Sénateur de la Gironde Ernest Monis, il se voit conférer l’honorariat en 1904. Alfred Laroze était membre de l’Association Française pour l’avancement des sciences, créée à Paris le 9 mai 1876 et fusionnée plus tard avec l’Association scientifique de France. Il décède à Bordeaux le 20 mai 1913, d’une congestion pulmonaire, célibataire et sans postérité.
Sous-secrétaire d'État à l'Intérieur du 17 mai 1884 au 5 avril 1885 dans le Gouvernement Jules Ferry (2), il est élu député de la Gironde en 1881.

## Sources
- « Alfred Laroze », dans Adolphe Robert et Gaston Cougny, Dictionnaire des parlementaires français, Edgar Bourloton, 1889-1891 [détail de l’édition]